# San Lorenzo (Guerrero)
San Lorenzo es una localidad del estado mexicano de Guerrero. Es parte del municipio de Ajuchitlán del Progreso.

## Toponimia
El nombre de la población hace referencia al santo patrono de la localidad: Lorenzo de Roma.

## Demografía
| Gráfica de evolución demográfica |
|                                  |

| Censo | Población |
| ----- | --------- |
| 1900  | 151       |
| 1910  | 271       |
| 1921  | 182       |
| 1930  | 240       |
| 1940  | 261       |
| 1950  | 282       |
| 1960  | 335       |
| 1970  | 505       |
| 1980  | 611       |
| 1990  | 869       |
| 2000  | 1 115     |
| 2010  | 1 089     |
| 2020  | 1 029     |